# فهرست ستارگان دارای سیارات فراخورشیدی
این صفحه فهرست ستارگان دارای سیاره است.